# Paroligolophus
Paroligolophus är ett släkte av spindeldjur. Paroligolophus ingår i familjen långbenslockar.
Släktet innehåller bara arten Paroligolophus agrestis.